# Albert Einstein World Award of Science
Albert Einstein World Award of Science – coroczna nagroda przyznawana przez Światową Radę Kultury (ang. World Cultural Council). Jest ona zachętą do badań i dalszego rozwoju naukowego i technologicznego, ze szczególnym uwzględnieniem badań, które już przyniosły prawdziwą korzyść dla ludzkości.
Laureatów nagrody wybiera interdyscyplinarny komitet w skład którego wchodzą światowej sławy naukowcy, gdzie wśród nich jest 25 laureatów nagrody Nobla. Nagroda została nazwana imieniem Alberta Einsteina i obejmuje dyplom, pamiątkowy medal oraz 10 tys. dolarów.

## Lista laureatów
- 1990: Gustav Nossal
- 1991: Albrecht Fleckenstein
- 1992: Raymond Lemieux
- 1993: Ali Javan
- 1994: Frank Sherwood Rowland
- 1995: Herbert H. Jasper
- 1996: Alec Jeffreys
- 1997: Jean-Marie Ghuysen
- 1998: Charles R. Goldman
- 1999: Robert Allan Weinberg
- 2000: Frank Fenner
- 2001: Niels Birbaumer
- 2002: Daniel Janzen
- 2003: Martin Rees
- 2004: Ralph J. Cicerone
- 2005: John Hopfield
- 2006: Ahmed Zewail
- 2007: J. Fraser Stoddart
- 2008: Ada Jonath
- 2009: John T. Houghton
- 2010: Julio Montaner
- 2011: Geoffrey Alan Ozin
- 2012: Michael Grätzel
- 2013: Paul Nurse[2]
- 2014: Philip Cohen
- 2015: Ewine van Dishoeck
- 2016: Edward Witten
- 2017: Omar M. Yaghi
- 2018: Jean-Pierre Changeux
- 2019: Zhong Lin Wang
- 2022: Victoria M. Kaspi
- 2023: Christoph Gerber
- 2024: Eske Willerslev